# Jacques Camou
Jacques Camou (Sarrance, 1º maggio 1792 – Sarrance, 8 febbraio 1868) è stato un generale francese dell'armata di Napoleone III.

## Biografia

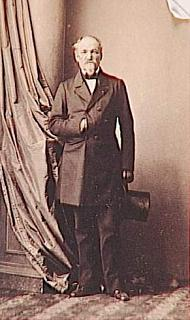
Jacques Camou nel 1863 nel ruolo di Senatore dell'Impero francese

Nato a Sarrance nel dipartimento francese dei Pirenei Atlantici, Camou iniziò la propria carriera militare il 6 settembre 1808 come sergente del 1º battaglione cacciatori di montagna (corrispettivo francese degli alpini italiani). Sotto Napoleone I egli servì nelle guerre d'Italia, partendo con l'armata di Spagna nel 1811, e tornando in Italia nel 1813, ricevendo tre ferite nella schermaglia di Saint-Hermangors in Illiria, presso la fonte del Tagliamento. Nel 1815 passò nell'armata delle alpi.
La sua carriera militare venne interrotta nel 1815 al crollo del regime napoleonico, ma nel 1817, prestò nuovamente servizio come luogotenente. Egli partecipò nel 1823 alla Guerra Civile Spagnola del 1820-1823, con un corpo di spedizione spagnolo.
Nel 1830 venne inviato in Algeria, dove raggiunse il grado di brigadiere generale nel 1848. Qui si distinse particolarmente nell'assedio di Zaatcha, città e oasi della provincia di Costantina, che venne definitivamente conquistata dai francesi il 26 novembre 1849 dopo lunghi combattimenti. Quattro anni più tardi, venne promosso al rango di maggiore generale e divenne il comandante della divisione militare di stanza ad Algeri.
Successivamente Camou prese il comando della 2ª Divisione di fanteria della Guardia Imperiale e partecipò alla Guerra di Crimea, distinguendosi in episodi come l'Assedio di Sebastopoli del 1854 e nella Battaglia della Cernaia nel 1855, oltre a partecipare poi nel corso della Seconda guerra d'indipendenza italiana alle operazioni della gloriosa Battaglia di Magenta, in Italia, che fu uno dei cardini del raggiungimento dell'unità del paese, nel 1859.
Nel 1857 ottenne la Gran Croce della Legion d'onore e il 30 dicembre 1863, venne nominato Senatore.
Morì nella nativa Sarrance nel 1868, all'età di 75 anni.
La città di Parigi gli ha dedicato una via, la rue du Général-Camou, che sino al 1967 era nota semplicemente come rue Camou.